# Alejandro Hernández
Alejandro Hernández, né le 1er octobre 1977 à Tijuana, est un ancien joueur de tennis professionnel mexicain.

## Carrière
Il a remporté 11 titres en junior et a terminé l'année 1995 à la 13e place en simple et 16e place en double. Il est également finaliste à Wimbledon en double cette année-là.
En simple, il a remporté deux tournois Challenger à Puebla en 1996 et Guadalajara en 1997. En double, il en a remporté 15 entre 1996 et 2004.
Il a participé aux Jeux olympiques d'Atlanta en 1996. Il a été éliminé au premier tour par Christian Ruud (6-3, 2-6, 8-6).
En 1998, lors de l'Open du Mexique, il atteint les quarts de finale en ayant battu Gustavo Kuerten, 23e mondial au premier tour.
Il s'est qualifié pour le Masters de Miami 1997 et pour le tournoi de Wimbledon 1999.
Il a été membre de l'équipe du Mexique de Coupe Davis entre 1994 et 2005. En 1996, pour sa deuxième sélection, il joue deux simples face aux États-Unis. Il s'incline face à Todd Martin (6-3 6-3 6-0) et Michael Chang (6-0, 6-2). Cependant, grâce à ses trois victoires face à l'Argentine en barrages, l'équipe se maintient dans le groupe mondial. En 1997 contre l'Italie, il s'incline de nouveau en simple face à Omar Camporese (2-6 6-0 6-4 7-5) et Renzo Furlan (6-2, 6-3) ainsi qu'en double avec Leonardo Lavalle. Après ses deux défaites face à l'Allemagne en play-off, l'équipe descend dans le groupe I. Il compte 29 victoires pour 18 défaites dans l'épreuve. Il a également reçu un Davis Cup Commitment Award.

## Parcours enGrand Chelem

### En simple
| Année | Open d'Australie | Open d'Australie | Internationaux de France | Internationaux de France | Wimbledon       | Wimbledon    | US Open | US Open |
| ----- | ---------------- | ---------------- | ------------------------ | ------------------------ | --------------- | ------------ | ------- | ------- |
| 1999  | —                | —                | —                        | —                        | 1er tour (1/64) | Karol Kučera | —       | —       |

N.B. : à droite du résultat se trouve le nom de l'ultime adversaire.

### En double
| Année | Open d'Australie        | Open d'Australie           | Internationaux de France | Internationaux de France | Wimbledon | Wimbledon | US Open | US Open |
| ----- | ----------------------- | -------------------------- | ------------------------ | ------------------------ | --------- | --------- | ------- | ------- |
| 2000  | 2e tour (1/16) D. Bowen | T. Woodbridge M. Woodforde | —                        | —                        | —         | —         | —       | —       |

N.B. : le nom du ou de la partenaire se trouve sous le résultat ; le nom des ultimes adversaires se trouve à droite.